# Tir aux Jeux olympiques d'été de 2016
Navigation
Londres 2012 Tokyo 2020
Les épreuves de tir des Jeux olympiques d'été de 2016 à Rio de Janeiro ont lieu du 6 aout au 14 août 2016 Les épreuves se déroulent au centre national de tir au quartier de Deodoro. Ce centre fut construit pour les jeux panaméricains de 2007. Quinze épreuves ont lieu. Les épreuves sont les mêmes qu'en 2012.

## Nouveautés majeures
Les nouveautés sont visibles en comparant les vidéos des compétitions des jeux olympiques de Londres en 2012 avec les championnats du monde de l’ISSF les années suivantes.
Après les jeux olympiques de 2012, l'ISSF modifia certaines règles.
Pour les finales des épreuves sur cible (pistolets et carabines) : seuls les 8 meilleurs athlètes (6 pour le pistolet 25m rapide) seront qualifiés. Les scores de qualifications sont réinitialisés.
Après un certain nombre de tirs (8 pour la plupart des disciplines), le finaliste ayant le moins de points est éliminé. Tous les deux tirs, l’athlète au plus faible score est éliminé. Cela continue jusqu’à 20 tirs (8 séries de 5 cibles pour le 25m tir rapide).
Pour les tirs sur plateaux : une demi-finale à 6 concurrents est organisé, deux matchs à médaille sont organisés à partir des résultats : le troisième et quatrième s’affrontent pour la médaille de bronze, les seconds et premiers s’affrontent pour la médaille d’or et d’argent. Les scores précédents sont réinitialisés. Lors des matchs, chaque concurrent tire sur 15 ou 16 plateaux (30 au double trap), celui ayant le meilleur score l’emporte.

## Qualification
Précisé dans l’annexe Q du règlement de l’ISSF [PDF]
Le système de qualification est similaire à celui utilisé lors des Jeux précédents avec un nombre fixe de places. Le nombre total est de 390 places, dont 9 pour le pays hôte. Un pays ne peut classer que deux de ses athlètes par épreuve.
Ces places sont réparties entre :
- Un score à atteindre en qualification dans des championnats mondiaux ou continentaux du 1er aout 2014 au 1er mars 2016.
- Les lauréats des championnats mondiaux de l’ISSF (en 2014 et 2015) et des championnats continentaux de tirs. Tous les médaillés d’or des premiers jeux européens à Bakou en 2015 sont directement qualifiés pour les jeux.

## Calendrier
| Q | Qualification | F | Finale |

| Date                                | Sam 6 | Sam 6 | Dim 7 | Dim 7 | Lun 8 | Lun 8 | Mar 9 | Mar 9 | Mer 10 | Mer 10 | Jeu 11 | Jeu 11 | Ven 12 | Ven 12 | Sam 13 | Sam 13 | Dim 14 | Dim 14 |
| ----------------------------------- | ----- | ----- | ----- | ----- | ----- | ----- | ----- | ----- | ------ | ------ | ------ | ------ | ------ | ------ | ------ | ------ | ------ | ------ |
| Carabine                            |       |       |       |       |       |       |       |       |        |        |        |        |        |        |        |        |        |        |
| Carabine à 10 m air comprimé hommes |       |       |       |       | Q     | F     |       |       |        |        |        |        |        |        |        |        |        |        |
| Carabine à 50 m tir couché hommes   |       |       |       |       |       |       |       |       |        |        |        |        | Q      | F      |        |        |        |        |
| Carabine à 50 m 3 positions hommes  |       |       |       |       |       |       |       |       |        |        |        |        |        |        |        |        | Q      | F      |
| Carabine à 10 m air comprimé femmes | Q     | F     |       |       |       |       |       |       |        |        |        |        |        |        |        |        |        |        |
| Carabine à 50 m 3 positions femmes  |       |       |       |       |       |       |       |       |        |        | Q      | F      |        |        |        |        |        |        |
| Pistolet                            |       |       |       |       |       |       |       |       |        |        |        |        |        |        |        |        |        |        |
| Pistolet à 10 m air comprimé hommes | Q     | F     |       |       |       |       |       |       |        |        |        |        |        |        |        |        |        |        |
| Pistolet à 25 m tir rapide hommes   |       |       |       |       |       |       |       |       |        |        |        |        | Q      | Q      | F      | F      |        |        |
| Pistolet à 50 m hommes              |       |       |       |       |       |       |       |       | Q      | F      |        |        |        |        |        |        |        |        |
| Pistolet à 10 m air comprimé femmes |       |       | Q     | F     |       |       |       |       |        |        |        |        |        |        |        |        |        |        |
| Pistolet à 25 m femmes              |       |       |       |       |       |       | Q     | F     |        |        |        |        |        |        |        |        |        |        |
| Tir aux plateaux                    |       |       |       |       |       |       |       |       |        |        |        |        |        |        |        |        |        |        |
| Trap hommes                         |       |       | Q     | Q     | Q     | F     |       |       |        |        |        |        |        |        |        |        |        |        |
| Double trap hommes                  |       |       |       |       |       |       |       |       | Q      | F      |        |        |        |        |        |        |        |        |
| Skeet hommes                        |       |       |       |       |       |       |       |       |        |        |        |        | Q      | Q      | F      | F      |        |        |
| Trap femmes                         |       |       | Q     | F     |       |       |       |       |        |        |        |        |        |        |        |        |        |        |
| Skeet femmes                        |       |       |       |       |       |       |       |       |        |        |        |        | Q      | F      |        |        |        |        |

## Résultats

### Podiums

#### Hommes
| Épreuve                                          | Or                                                 | Argent                     | Bronze                                               |
| ------------------------------------------------ | -------------------------------------------------- | -------------------------- | ---------------------------------------------------- |
| Pistolet à 10 m air comprimé résultats détaillés | Hoàng Xuân Vinh Viêt Nam                           | Felipe Almeida Wu Brésil   | Pang Wei Chine                                       |
| Pistolet à 25 m tir rapide résultats détaillés   | Christian Reitz Allemagne                          | Jean Quiquampoix France    | Li Yuehong Chine                                     |
| Pistolet à 50 m résultats détaillés              | Jin Jong-oh Corée du Sud                           | Hoàng Xuân Vinh Viêt Nam   | Kim Song-guk Corée du Nord                           |
| Carabine à 10 m air comprimé résultats détaillés | Niccolò Campriani Italie                           | Serhiy Kulish Ukraine      | Vladimir Maslennikov Russie                          |
| Carabine à 50 m tir couché résultats détaillés   | Henri Junghänel Allemagne                          | Kim Jong-hyun Corée du Sud | Kirill Grigoryan Russie                              |
| Carabine à 50 m 3 positions résultats détaillés  | Niccolò Campriani Italie                           | Sergueï Kamenskiy Russie   | Alexis Raynaud France                                |
| Trap résultats détaillés                         | Josip Glasnović Croatie                            | Giovanni Pellielo Italie   | Edward Ling Grande-Bretagne                          |
| Double trap résultats détaillés                  | Fehaid al-Deehani Athlètes olympiques indépendants | Marco Innocenti Italie     | Steven Scott Grande-Bretagne                         |
| Skeet résultats détaillés                        | Gabriele Rossetti Italie                           | Marcus Svensson Suède      | Abdullah al-Rashidi Athlètes olympiques indépendants |

#### Femmes
| Épreuve                                          | Or                           | Argent                          | Bronze                       |
| ------------------------------------------------ | ---------------------------- | ------------------------------- | ---------------------------- |
| Pistolet à 10 m air comprimé résultats détaillés | Zhang Mengxue Chine          | Vitalina Batsarashkina Russie   | Ánna Korakáki Grèce          |
| Carabine à 10 m air comprimé résultats détaillés | Virginia Thrasher États-Unis | Du Li Chine                     | Yi Siling Chine              |
| Pistolet à 25 m résultats détaillés              | Ánna Korakáki Grèce          | Monika Karsch Allemagne         | Heidi Diethelm Gerber Suisse |
| Carabine à 50 m 3 positions résultats détaillés  | Barbara Engleder Allemagne   | Zhang Binbin Chine              | Du Li Chine                  |
| Skeet résultats détaillés                        | Diana Bacosi Italie          | Chiara Cainero Italie           | Kim Rhode États-Unis         |
| Trap résultats détaillés                         | Catherine Skinner Australie  | Natalie Rooney Nouvelle-Zélande | Corey Cogdell États-Unis     |

### Tableau des médailles
- Pays organisateur (Brésil)

| Rang  | Nation                | Or | Argent | Bronze | Total |
| ----- | --------------------- | -- | ------ | ------ | ----- |
| 1     | Italie                | 4  | 3      | 0      | 7     |
| 2     | Allemagne             | 3  | 1      | 0      | 4     |
| 3     | Chine                 | 1  | 2      | 4      | 7     |
| 4     | Corée du Sud          | 1  | 1      | 0      | 2     |
| 4     | Viêt Nam              | 1  | 1      | 0      | 2     |
| 6     | États-Unis            | 1  | 0      | 2      | 3     |
| 7     | Grèce                 | 1  | 0      | 1      | 2     |
| 7     | Athlètes indépendants | 1  | 0      | 1      | 2     |
| 9     | Australie             | 1  | 0      | 0      | 1     |
| 9     | Croatie               | 1  | 0      | 0      | 1     |
| 11    | Russie                | 0  | 2      | 2      | 4     |
| 12    | France                | 0  | 1      | 1      | 2     |
| 13    | Brésil                | 0  | 1      | 0      | 1     |
| 13    | Nouvelle-Zélande      | 0  | 1      | 0      | 1     |
| 13    | Suède                 | 0  | 1      | 0      | 1     |
| 13    | Ukraine               | 0  | 1      | 0      | 1     |
| 17    | Grande-Bretagne       | 0  | 0      | 2      | 2     |
| 18    | Corée du Nord         | 0  | 0      | 1      | 1     |
| 18    | Suisse                | 0  | 0      | 1      | 1     |
| Total | Total                 | 15 | 15     | 15     | 45    |